# Zoe Torinesi
Zoe Torinesi (* 5. Februar 1981) ist eine Schweizer Moderatorin, Food-Bloggerin und Model.

## Biografie
Zoe Torinesi wuchs in Solothurn auf, in ihrer Schulzeit sammelte sie erste Erfahrungen in der Modelbranche. Nach Beendigung der Schulzeit arbeitete sie während dreier Jahre international als professionelles Model.
Wieder in der Schweiz schloss Torinesi die Lehre als Kaufmännische Angestellte in einem Reisebüro ab und nahm 2005 an der Wahl zur Miss Schweiz teil, wo sie sich unter den Top 6 platzieren konnte.
Von 2006 bis 2009 moderierte sie wöchentliche Magazine wie Fashion und Star News auf Star TV. Ab 2007 übernahm sie auch die Redaktionsleitung des „Fashion“-Magazins auf Tele Züri. Im Oktober 2009 übernahm Torinesi die Moderation der Kochsendung „Öisi Chuchi“, welche auf dem Privatsender 4+ ausgestrahlt wird. Von 2010 bis Ende 2012 stand sie zudem für das  wöchentliche Nightlifemagazin „Freakish“ vor der Kamera. Torinesi moderiert regelmässig verschiedenste Anlässe in mehreren Sprachen im In- und Ausland.
2014 gründete sie ihre Firma Cookinesi GmbH und kreiert mit ihrem Team Familienrezepte, traditionelle Schweizer Gerichte, Eigenkreationen & Tipps und Tricks rund ums Kochen, Essen & Trinken. Im Oktober 2019 ist ihr erstes Kochbuch Fürobigchuchi mit 70 simplen Gerichten erschienen, welche nach Zeitaufwand gegliedert sind. 2024 ist ihr Kochbuch Stimmigschuchi im LandLiebe Verlag erschienen.
Sie war gemeinsam mit dem 3 Michelin Sterne Chef Andreas Caminada und Starkoch Nenad Mlinarevic in der Jury von Masterchef Schweiz 2022; die Sendung wird auf dem Schweizer Kanal 3+ ausgestrahlt.

## Auftritte
- Star TV
- Freakish TV, Tele Züri
- Öisi Chuchi, 4+
- Beverage TV, S1
- Das Backspektakel, Sat 1
- Beef Club, Sat 1
- Spotlight, Tele Züri
- Wein Battle, Sat 1
- MasterChef Schweiz, 3+

## Bücher
- Fürobigchuchi, ISBN 978-3037806692
- Stimmigschuchi, ISBN 978-3-906869-44-5